# Bueil-en-Touraine
Bueil-en-Touraine ist eine französische Gemeinde mit 325 Einwohnern (Stand 1. Januar 2022) im Département Indre-et-Loire in der Region Centre-Val de Loire; sie gehört zum Arrondissement Chinon und zum Kanton Château-Renault. Die Bewohner werden Bueillois und Bueilloises genannt.

## Bevölkerungsentwicklung
| Jahr                       | 1962 | 1968 | 1975 | 1982 | 1990 | 1999 | 2010 | 2017 |
| Einwohner                  | 425  | 519  | 429  | 452  | 341  | 366  | 323  | 319  |
| Quellen: Cassini und INSEE |      |      |      |      |      |      |      |      |

## Sehenswürdigkeiten
- Stiftskirche St-Pierre-St-Michel-Sts-Innocents, gegründet 1476 von Jean V. de Bueil, seit 1912 als Monument historique klassifiziert.
- Château du Plessis-Barbe aus dem 19. Jahrhundert.
- Dolmen La Pierre Levée
- Herrenhaus Le Gué du Roi.
- Alte Wassermühlen
- Kirche Saint-Pierre-ès-Liens (15. Jahrhundert)
- Stiftskirche Saint-Michel (14. Jahrhundert)
- Friedhofskreuz aus dem 16. Jahrhundert.